# Metridia macrura
Metridia macrura is een eenoogkreeftjessoort uit de familie van de Metridinidae. De wetenschappelijke naam van de soort werd in 1905 voor het eerst geldig gepubliceerd door Georg Ossian Sars.